# Augusto Pinochet
Augusto José Ramón Pinochet Ugarte (25. listopadu 1915 Valparaíso – 10. prosince 2006 Santiago de Chile) byl vůdce chilské pravicové vojenské junty a později i prezident, vládnoucí v Chile v letech 1973 až 1990. Protože Pinochet od počátku své vlády ovládal moc zákonodárnou i výkonnou a jeho režim rozsáhle porušoval lidská práva, lze jej označit za diktátora.

## Život

### Mládí
Augusto José Ramón Pinochet Ugarte se narodil 25. listopadu 1915 ve Valparaísu. Byl synem a jmenovcem Augusta Pinocheta Vera (1891–1944), potomka francouzsko-bretaňského přistěhovalce z Lamballe z 18. století a Aveliny Ugarte Martínez (1895–1986), ženy baskického původu, jejíž rodina žila v Chile od 17. století.
Pinochet navštěvoval základní a střední školu San Rafael ve Valparaísu, v Institutu Rafaela Ariztía (bratři maristé) v Quillotě, ve škole francouzských otců ve Valparaísu a poté ve vojenské škole v Santiagu, kam nastoupil v roce 1931. V roce 1935, po čtyřech letech studia vojenské geografie, absolvoval v hodnosti alférez (podporučík) u pěchoty.

### Státní převrat a počátek vojenské junty
K moci se Pinochet dostal během násilného vojenského převratu v září 1973, během kterého byl sesazen tehdejší demokraticky zvolený prezident Salvador Allende. Státní převrat byl obhajován ohrožením demokracie a zhroucením ekonomiky.
Postoj armády nebyl jednotný. Proti státnímu převratu se rozhodně stavěl tehdejší vrchní velitel generál Carlos Prats a zprvu i jeho zástupce Augusto Pinochet; oba zmařili puč v červnu 1973. Po odstoupení generála Pratse se stal Pinochet novým vrchním velitelem armády (jmenoval jej prezident Allende) a 23. srpna 1973 napadl důstojníky,[zdroj?] kteří byli považováni za zastánce řešení vojenským převratem, a vyzval je k rezignaci. Mezi důstojníky, kteří byli zainteresováni na přípravě puče, nepanovala jednota, jak a zda vůbec Pinocheta o puči informovat, případně jak s ním po puči naložit. Těsně před pučem rezignovali další významní generálové Manuel Contreras Sepúlveda (velitel jednotek v Santiagu) a Pickering. Pinochet nahradil Contrerase Sepúlvedu generálem Hermanem Bradym, který byl znám spíše levicovými názory a byl považován za přívržence Lidové jednoty. Allende jmenoval Pinocheta vrchním velitelem armády 23. srpna 1973. Den poté opozice s podporou křesťanských demokratů v chilské Poslanecké sněmovně schválila rezoluci, kterou prezidenta Allendeho, ministry, policii a armádu vyzývala „k okamžitému ukončení porušování ústavy“. Prohlášení reagovalo na otevřenou stížnost ústavního soudu, který kritizoval vládu za to, že není schopná zajistit bezpečnost země. Ústavní soud tím reagoval na událost z června 1973, kdy se člen armády Roberto Souper Onfray pokusil s tankem o vládní převrat a zabil přitom na 22 civilistů. Allende reagoval tím, že ústavu dodržuje a snahy opozicí ovládaným parlamentem odsoudil jako podněcování k dalšímu převratu a občanské válce.
Přípravy na puč probíhaly v době, kdy byl opozicí připravován lidový plebiscit, který měl podpořit nebo odmítnout Allendovu politiku, přestože Allende vyhrál prezidentské volby, které se konaly v roce 1970. Konání plebiscitu zmařili poslanci za Socialistickou stranu, za kterou byl Allende zvolen prezidentem. Samotný Pinochet vojenský převrat stále ještě odmítal, k pučistům se přidal až několik dnů před jeho uskutečněním. Těsně před převratem a během vojenského zásahu se však postavil do jeho čela. Spolupracovali s ním mj. generálové José Toribio Merino Castro, Gustavo Leigh a César Mendoza.
Podle svědků měl Allende v úmyslu 11. září vyhlásit referendum o svém setrvání ve funkci, aby tak zabránil občanské válce a zmírnil napětí, což už nicméně nestihl, kvůli úspěšnému vojenskému puči. Někteří historici jeho snahu o vyvolání referenda rozporují.

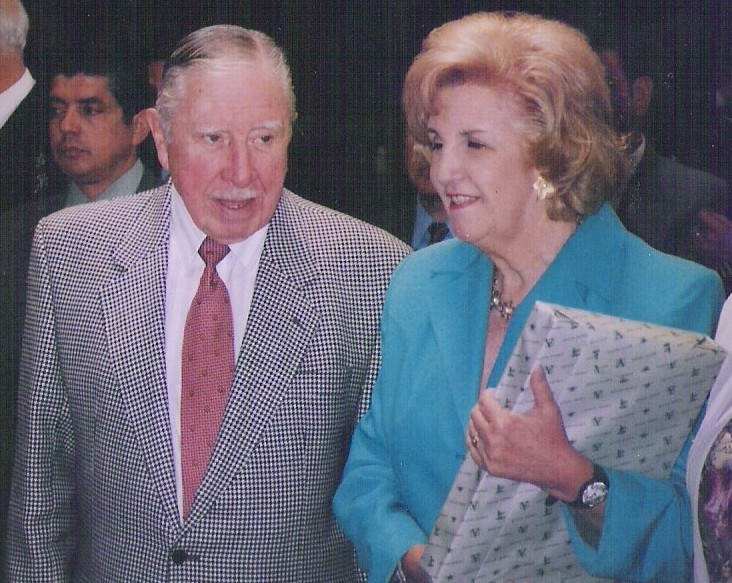
Pinochet s manželkou, Eugenia Garrido

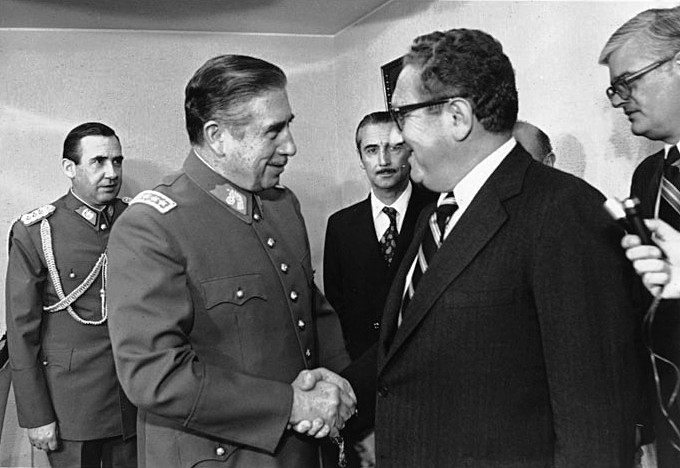
Pinochet a americký ministr zahraničí Henry Kissinger v roce 1976

Vojenský převrat byl přímo podporován americkou vládou skrze CIA, která měla v probíhající studené válce na sesazení Allendeho, jakožto socialisty, zájem již od jeho zvolení. Do příprav státního převratu byla podle zdrojů zapojena i australská tajná služba. Dne 11. září 1973 jednotky armády a vojenská letadla zaútočily na prezidentský palác La Moneda. Moc ve státě převzala vojenská junta pod vedením generála Augusta Pinocheta. Prezident Salvador Allende byl později nalezen mrtvý (spáchal sebevraždu). Během obléhání paláce byl zabit nebo zraněn velký počet civilistů a mnoho jich bylo uvězněno. Vojenská junta okamžitě pozastavila platnost chilské ústavy, rozpustila parlament, zavedla přísnou cenzuru, pozastavila činnost politických stran, zvláště těch, které tvořily Allendeho koalici Lidové jednoty (Unidad Popular), a znemožnila prakticky veškeré legální politické aktivity v zemi. Pinochetova junta (pronunciamiento militar) a zejména její tajná policie DINA (1973–1977), rozpoutaly kampaň teroru proti oponentům z řad socialistů, tzv. miristů (MIR, Movimiendo Izquierdo Revolucionario, Hnutí revoluční levice), komunistů a dalších opozičních politiků a disidentů. Několik tisíc Chilanů bylo popraveno nebo zmizelo, 27 000–30 000 lidí bylo uvězněno a mnozí byli mučeni. Mnoho lidí bylo vypovězeno ze země a přijímáno v zahraničí, zejména ve Švédsku, v Itálii, ve Francii, v SSSR a zemích bývalého východního bloku. Před rokem 1975 přijímala politické emigranty z Chile i Argentina. Často byli pronásledování chilskou tajnou policií i mimo svou zemi v rámci tzv. Operace Kondor. Na potírání opozice dostával Pinochetův režim finanční podporu a dary zejména z USA i dalších zemí. Vedle nenásilné opozice existoval i ozbrojený odpor proti diktatuře, vedený ilegální Komunistickou stranou a Vlasteneckou frontou Manuela Rodrígueze (FPMR). Souhrnná zpráva tzv. Rettigovy komise, vytvořené z Pinochetových odpůrců i stoupenců pod oficiálním názvem „Národní komise pravdy a usmíření“, z roku 1990 uvádí počet 2 279 obětí (146 osob odsouzeno válečným tribunálem k trestu smrti, 131 lidí zemřelo během střetů při demonstracích, 101 osob zastřeleno při pokusech o útěk, 39 osob zemřelo během přestřelek, 90 osob bylo zabito soukromými osobami, 815 dalších úmrtí a 957 zmizelých). Následná vyšetřování komisí zřízených prezidentem Ricardem Lagosem i jeho nástupkyní Michelle Bacheletovou odhalila v letech 2004 a 2011 další případy. Celkový počet obětí perzekuce uznaný v roce 2011 vládou prezidenta Sebastiána Piñery činil 40 018 osob, z toho 3 065 zabitých nebo násilně zmizelých.

### Soud a smrt

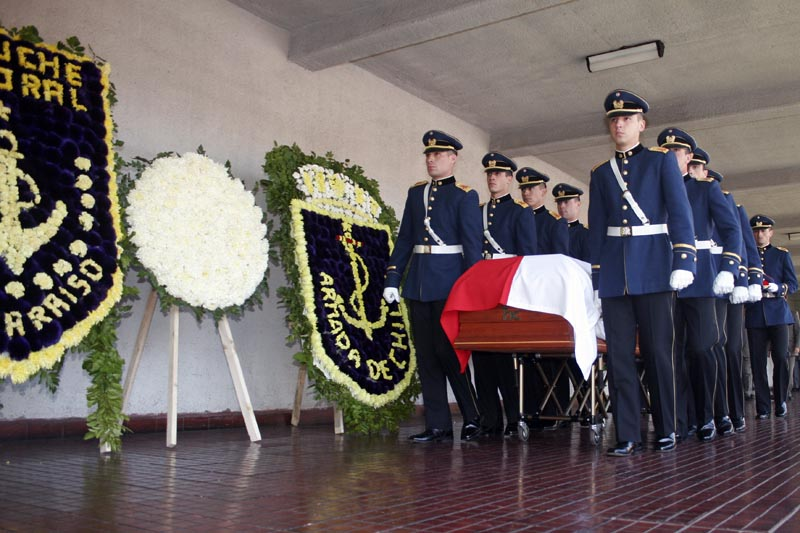
Pinochetův pohřeb

Generál Pinochet navštívil Československo a Českou republiku dvakrát v první polovině 90. let, šlo ovšem o obchodní jednání. Mezi české obdivovatele Pinocheta patřil Václav Benda, na jehož pozvání v roce 1994 přicestoval.
V roce 1998, stále jako vlivný muž v Chile, odcestoval Pinochet do Velké Británie, aby se podrobil léčení. Během jeho pobytu v Anglii na něj byl vydán zatykač španělským soudcem Baltasarem Garzónem. Pinochet byl více než rok držen v domácím vězení a poté propuštěn ze zdravotních důvodů. V domácím vězení jej navštívila britská expremiérka Margaret Thatcherová.
Po návratu do Chile rezignoval na své senátorské křeslo, které mu zajišťovala jím schválená ústava, a to kvůli rozhodnutí vrchního soudu, který konstatoval, že trpí vaskulární demencí a nemůže být postaven před soud pro porušování lidských práv. Tato obvinění byla vznesena již několikrát před jeho zatčením; nikdy však nebyl souzen. V květnu 2004 chilský vrchní soud rozhodl, že Pinochet může být postaven před soud, a v prosinci toho roku byl následně obviněn z mnoha zločinů proti lidskosti. Do své smrti přebýval v domácím vězení kvůli obvinění z porušování lidských práv při vojenské operaci Karavana, kdy byli odstraňováni jeho odpůrci, a také kvůli údajným daňovým podvodům a zpronevěře státních fondů ve výši 27 miliónů dolarů (600 milionů korun).
Dne 3. prosince 2006 byl po několikanásobném srdečním záchvatu převezen do vojenské nemocnice, kde 10. prosince zemřel.

## Hodnocení
Pinochet je svými odpůrci kritizován za zničení chilské demokracie a nastolení diktatury, v rámci které nechal systematicky vraždit a pronásledovat tisíce svých politických oponentů.
Jeho podporovatelé převážně z pravicové části spektra mu přičítají, že zabránil rozšíření vlivu socialistického bloku v Chile a rozsáhlé neoliberální, volnotržní reformy v ekonomice, což od roku 1984 vedlo ke stabilnímu ekonomickému růstu v zemi, který pokračoval až do 90. let 20. století. Tento ekonomický model však podle Pinochetových odpůrců zvýhodňoval především bohaté a škodil střední a nižší příjmové části obyvatelstva. Naopak podporovatelé Pinochetových reforem zdůrazňují, že v zemi stoupla životní úroveň, snížila se dětská úmrtnost, prodloužil se věk dožití, zlepšila se zdravotní péče, snížily se daně, výdaje státu klesly o 25 %. Zároveň se však zvýšila sociální nerovnost a vzrostlo procento chudých obyvatel. Během prvních let reforem také výrazně narostla nezaměstnanost, její postupné snižování navíc v roce 1982 zastavila celosvětová ekonomická krize. Na míru z doby před Pinochetovou vládou klesla nezaměstnanost až na konci osmdesátých let.
Kritikové rovněž Pinocheta viní z korupce a zneužívání jeho postavení (měl údajně zpronevěřit a převést na soukromé účty do zahraničí 27 milionů dolarů).
V roce 2013 označilo v průzkumu Pinocheta za diktátora 76 % dotázaných Chilanů a jen 7 % označilo jeho vládu jako „dobrou“.

## Vyznamenání
- velkokříž Květnového řádu – Argentina
- velkokříž Řádu Quetzala – Guatemala[24]